# ノーム・キャッシュ
ノーム・キャッシュ（Norm Cash）ことノーマン・ダルトン・キャッシュ（Norman Dalton Cash , 1934年11月10日 - 1986年10月12日）は、アメリカ合衆国・テキサス州ガルザ郡ジャスティスバーグ出身の元プロ野球選手（一塁手）。左投左打。
主にデトロイト・タイガースで活躍し、通算377本塁打を記録。1974年に引退した時点ではア・リーグの左打者としてはベーブ・ルース、テッド・ウィリアムズ、ルー・ゲーリッグに次ぐ歴代4位であり、タイガースでは長年チームメイトとして共にプレイしたアル・ケーラインの399本塁打に次ぐ2位である。
ゴールドグラブ賞獲得歴こそないが、一塁守備も巧みで、ア・リーグ守備率1位が3回。引退した時点で通算の補殺1,317はメジャー歴代4位、併殺1,347は10位であった。また、一塁手としての出場1,943試合は引退時点でア・リーグ歴代5位であった。

## 経歴
サルロス州立大学では野球の他にアメフトでもランニングバック(RB)として活躍し、NFL・シカゴ・ベアーズからも指名された。しかし、その指名を断って1955年にシカゴ・ホワイトソックスに入団。1957年は兵役に就き、メジャーデビューは1958年6月18日であった。この年は13試合の出場で本塁打は0。翌1959年にチームはリーグ優勝し、ワールドシリーズに進出するが、この年も58試合の出場で4本塁打に終わる。その年の12月に、8選手が絡む交換トレードでクリーブランド・インディアンスに移籍するが、インディアンスからさらに交換トレードでデトロイト・タイガースに移籍。以後、1974年に引退するまで15シーズンをタイガースでプレイすることとなる。
移籍初年度の1960年に121試合に出場し、打率.286、18本塁打とまずまずの成績を残すと、1961年には打率.361で首位打者を獲得。安打193、出塁率.488もリーグ1位で、本塁打41（6位）、打点132（4位）と大活躍。もっとも、この年はニューヨーク・ヤンキースのロジャー・マリスが61本塁打のメジャー新記録（当時）を達成したため、注目度では劣ったが、それでもタイガースが優勝したヤンキースから8ゲーム離されていたにもかかわらず、MVP投票では4位に入った。引退後、この年にコルクバット（規則違反）を使用していたことを認めた。しかも、どうやってバットに穴をあけて、おがくずとコルクと接着剤をどの混合率で配分したかまで告白した。その効果もあったのか、同年6月11日にタイガー・スタジアム開場以来初の場外本塁打を打つ。他にも、同球場ライトの屋根の上にも4回本塁打を飛ばしている。
以後のシーズンは、打率は最高でも.283、打点は100を超すことはなく、30本塁打も4シーズンだけであった。特に1962年には打率が前年の.361から.243まで落下。.118の打率低下は、歴代首位打者のワースト記録である。ただし、この年も39本塁打、89打点と活躍。以後も、アル・ケーラインと共に主力打者として活躍。本塁打王のタイトルはならなかったが、3回（1962年、1965年、1967年）にわたってリーグ2位の本塁打を記録。一塁守備も巧みで、刺殺1回（1961年）、守備率2回（1964年・1967年）、補殺3回（1965年 - 1967年）リーグ1位になっている。また、度々スランプに陥るが立ち直り、1965年と1971年の2回、カムバック賞を受賞している。
1968年にはチームのリーグ優勝に貢献し、セントルイス・カージナルスとのワールドシリーズに出場。このシリーズでは打率.385（26打数10安打）を記録。3勝3敗で迎えた第7戦の7回表2アウト、ワールドシリーズ7連勝を記録していたカージナルスのエース、ボブ・ギブソンからシングルヒットを放ち、攻撃の口火を切った。この回タイガースは3点を奪い、1945年以来23年ぶりのワールドチャンピオンとなった。1972年にもチームは地区優勝。オークランド・アスレチックスとのリーグチャンピオンシップシリーズ第1戦では2回表に先制ソロ本塁打を放つ。しかしチームはこの試合延長戦で敗れ、最終戦までもつれ込んだシリーズも2勝3敗で敗れて、ワールドシリーズ進出はならなかった。1974年は開幕から53試合出場で打率.228の不振で8月に解雇となり、そのまま現役を引退した。
引退後、1976年よりABCの野球解説者、1981年から1983年までタイガースのケーブル放送の解説者を務めた。1986年10月12日、ミシガン湖北部のビーバー島でボートの事故で死亡。51歳。

## 人物・エピソード
1971年よりヘルメットの着用が義務付けられたが、以後もヘルメット非着用を許された数少ないプレイヤーの一人であった。（ただし左投手相手の時には着用することもあった）
ユーモアのセンスもあり、チームメイトはもちろんマスコミ、そしてファンからも人気があった。1973年7月15日のカリフォルニア・エンゼルス戦ではノーラン・ライアンにノーヒットノーラン（ライアンの2度目の無安打無得点）を許したが、この時最後の打者となったキャッシュはバットの代わりにクラブハウスのテーブルの足を持って打席に立つ。さすがに球審ロン・ルチアーノによって制止され、正規のバットに持ち替えたが、「あんなすばらしい球はバットでも打てないから、これで打たせてくれ。」とジョークを飛ばしたという。ライアンは、これによってかえってリラックスできたと後に語っている。
また、ライアンはタイガース戦でヒットを打って出塁した際に、一塁手のキャッシュから、「素晴らしいバッティングだね。私もあやかりたいもんだよ。」と声をかけられ、しかもライアンの好きなハンティングの話を始めたので、聞き入っていたら、投手からの牽制球で刺され、キャッシュにニヤっと笑われたことがあるという。
他の有名なエピソードとしては、下記のようなものがある。
- ランナーとして一・二塁間で挟まれた際に、急に立ち止まって手で「T」（アメフトでタイムアウトを要求する合図）を作り、タイムを要求。インプレイ中でありタイムの要求は無効で、あえなくタッチアウトになった。
- ファウルボールを捕りにスタンド近くまで行ったが取り逃した際に、スタンドの少年の帽子の向きを直し、その子の手を隣の若いファンのポップコーンに入れて、若いファンに「ありがとう」と言って少年にポップコーンをあげさせた（ただし少年は当惑していた）。
- 雨天で試合が中断した際、二塁走者だったが、再開の際に三塁ベースに立っていた。しかし審判が気付いて戻された。

## 詳細情報

### 年度別打撃成績
| 年 度     | 球 団     | 試 合 | 打 席 | 打 数 | 得 点 | 安 打 | 二 塁 打 | 三 塁 打 | 本 塁 打 | 塁 打 | 打 点 | 盗 塁 | 盗 塁 死 | 犠 打 | 犠 飛 | 四 球 | 敬 遠 | 死 球 | 三 振 | 併 殺 打 | 打 率 | 出 塁 率 | 長 打 率 | O P S |
| --------- | --------- | ----- | ----- | ----- | ----- | ----- | -------- | -------- | -------- | ----- | ----- | ----- | -------- | ----- | ----- | ----- | ----- | ----- | ----- | -------- | ----- | -------- | -------- | ----- |
| 1958      | CWS       | 13    | 8     | 8     | 2     | 2     | 0        | 0        | 0        | 2     | 0     | 0     | 0        | 0     | 0     | 0     | 0     | 0     | 1     | 0        | .250  | .250     | .250     | .500  |
| 1959      | CWS       | 58    | 130   | 104   | 16    | 25    | 0        | 1        | 4        | 39    | 16    | 1     | 1        | 1     | 2     | 18    | 3     | 5     | 9     | 0        | .240  | .372     | .375     | .747  |
| 1960      | DET       | 121   | 428   | 353   | 64    | 101   | 16       | 3        | 18       | 177   | 63    | 4     | 2        | 0     | 4     | 65    | 1     | 6     | 58    | 0        | .286  | .402     | .501     | .903  |
| 1961      | DET       | 159   | 672   | 535   | 119   | 193   | 22       | 8        | 41       | 354   | 132   | 11    | 5        | 2     | 2     | 124   | 19    | 9     | 85    | 16       | .361  | .487     | .662     | 1.148 |
| 1962      | DET       | 148   | 629   | 507   | 94    | 123   | 16       | 2        | 39       | 260   | 89    | 6     | 3        | 0     | 5     | 104   | 12    | 13    | 82    | 13       | .243  | .382     | .513     | .894  |
| 1963      | DET       | 147   | 593   | 493   | 67    | 133   | 19       | 1        | 26       | 232   | 79    | 2     | 3        | 2     | 3     | 89    | 8     | 6     | 76    | 9        | .270  | .386     | .471     | .856  |
| 1964      | DET       | 144   | 559   | 479   | 63    | 123   | 15       | 5        | 23       | 217   | 83    | 2     | 1        | 0     | 7     | 70    | 4     | 3     | 66    | 12       | .257  | .351     | .453     | .804  |
| 1965      | DET       | 142   | 553   | 467   | 79    | 124   | 23       | 1        | 30       | 239   | 82    | 6     | 6        | 1     | 4     | 77    | 5     | 4     | 62    | 9        | .266  | .371     | .512     | .883  |
| 1966      | DET       | 160   | 679   | 603   | 98    | 168   | 18       | 3        | 32       | 288   | 93    | 2     | 1        | 1     | 5     | 66    | 4     | 4     | 91    | 15       | .279  | .351     | .478     | .829  |
| 1967      | DET       | 152   | 577   | 488   | 64    | 118   | 16       | 5        | 22       | 210   | 72    | 3     | 2        | 1     | 3     | 81    | 9     | 4     | 100   | 7        | .242  | .352     | .430     | .783  |
| 1968      | DET       | 127   | 458   | 411   | 50    | 108   | 15       | 1        | 25       | 200   | 63    | 1     | 1        | 2     | 3     | 39    | 7     | 3     | 70    | 12       | .263  | .329     | .487     | .816  |
| 1969      | DET       | 142   | 556   | 483   | 81    | 135   | 15       | 4        | 22       | 224   | 74    | 2     | 1        | 1     | 3     | 63    | 5     | 6     | 80    | 9        | .280  | .368     | .464     | .831  |
| 1970      | DET       | 130   | 452   | 370   | 58    | 96    | 18       | 2        | 15       | 163   | 53    | 0     | 1        | 0     | 5     | 72    | 6     | 5     | 58    | 16       | .259  | .383     | .441     | .823  |
| 1971      | DET       | 135   | 523   | 452   | 72    | 128   | 10       | 3        | 32       | 240   | 91    | 1     | 0        | 1     | 4     | 59    | 7     | 7     | 86    | 5        | .283  | .372     | .531     | .903  |
| 1972      | DET       | 137   | 501   | 440   | 51    | 114   | 16       | 0        | 22       | 196   | 61    | 0     | 2        | 4     | 3     | 50    | 13    | 4     | 64    | 9        | .259  | .338     | .445     | .783  |
| 1973      | DET       | 121   | 420   | 363   | 51    | 95    | 19       | 0        | 19       | 171   | 40    | 1     | 0        | 0     | 2     | 47    | 7     | 8     | 73    | 6        | .262  | .357     | .471     | .828  |
| 1974      | DET       | 53    | 172   | 149   | 17    | 34    | 3        | 2        | 7        | 62    | 12    | 1     | 1        | 1     | 0     | 19    | 2     | 3     | 30    | 1        | .228  | .327     | .416     | .744  |
| MLB：17年 | MLB：17年 | 2089  | 7910  | 6705  | 1046  | 1820  | 241      | 41       | 377      | 3274  | 1103  | 43    | 30       | 17    | 55    | 1043  | 112   | 90    | 1091  | 139      | .271  | .374     | .488     | .862  |

- 各年度の太字はリーグ最高

### タイトル
- 首位打者（1961年）

### 表彰
- カムバック賞2回（1965年、1971年）
- オールスター出場4回（1961年、1966年、1971年、1972年）

### 背番号
- 31 (1958年)
- 38 (1959年)
- 25 (1960年 - 1974年)